# Eugeniusz Gołębiowski
Eugeniusz Gołębiowski, urodzony 10 lutego 1897, w miejscowości Kowala (powiat kielecki) woj. kieleckie. Zmarł w Ustce 30 czerwca 1960. Dyrektor stoczni w Darłowie, i Ustce.

## Życiorys
Przed wojną ukończył  gimnazjum w Jędrzejowie. W czasie II wojny, pracował w Ubezpieczalni Społecznej w Lublinie. Pracę w Stoczni Rybackiej w Darłowie rozpoczął w lipcu 1945 na stanowisku Głównego Księgowego, a od września 1947 r.  został kierownikiem Stoczni. Po likwidacji Stoczni w Darłowie, z dniem 15 czerwca 1948, przeniesiony do Stoczni Rybackiej w Ustce, początkowo na stanowisko kierownika Stoczni, a w 1949 po reorganizacji otrzymał nominację na dyrektora. Stanowisko to pełnił do 31 października 1951. Po odejściu ze Stoczni podjął pracę w PPiUR „Korab” w Ustce, na stanowisku Dyrektora ds. Administracyjnych.

## Odznaczenia
Złoty Krzyż Zasługi (1950) r